# Scatophagus
Pour les articles homonymes, voir Scatophage.
Genre
Scatophagus est un genre de poissons de la famille des Scatophagidae.

## Liste des espèces
Selon FishBase (11 novembre 2016) et World Register of Marine Species (11 novembre 2016) :
- Scatophagus argus (Linnaeus, 1766) — Pavillon tacheté ou Argus vert
- Scatophagus tetracanthus (Lacepède, 1802) — Argus Africain ou Argus tigre